# Piano Rhodes

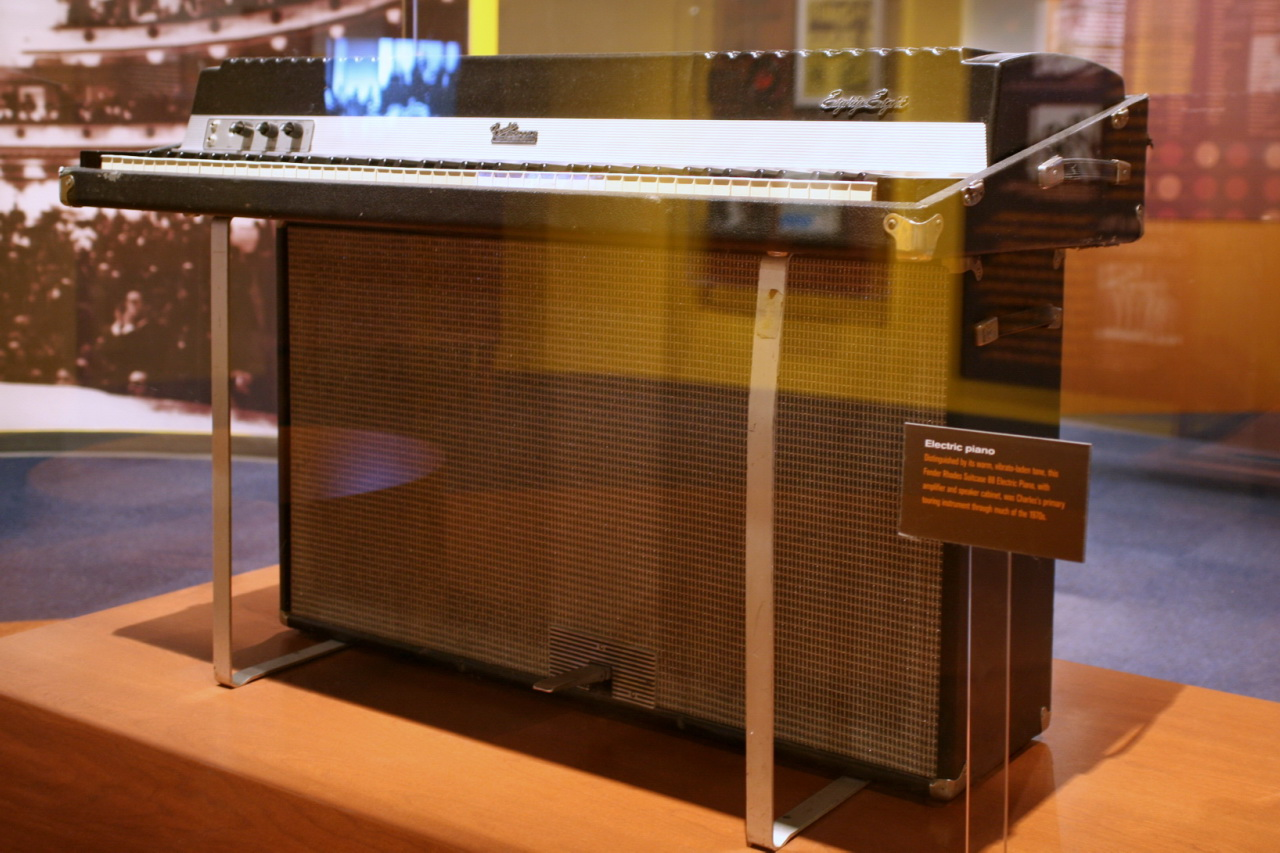
Rhodes Suitcase, 88 teclas.

O piano Rhodes é um piano elétrico cujo timbre inconfundível é associado a inúmeros sucessos da música pop ocidental nos últimos 50 anos. O seu timbre distinto é apreciado particularmente em electric jazz, música popular americana e rock. Seu princípio de funcionamento deriva tanto da celesta quanto da guitarra elétrica. É tocado de modo similar a um piano tradicional, mas, ao passo que em um piano cada tecla faz com que um martelo coberto com feltro bata em um conjunto de cordas, em um piano Rhodes um martelo com ponta de borracha atinge um tipo de diapasão para soar a nota. Este sistema por si só não obtém grande ressonância, fazendo-se necessária amplificação elétrica para conseguir volume. Alguns modelos também integravam vibrato e controles de agudos e graves.

## História
O piano Rhodes foi inventado nos anos 40 por Harold Rhodes. Inicialmente se tratava tão somente de um pequeno instrumento de teclado usado para auxiliar na recuperação de soldados vindos da II Guerra Mundial. Posteriormente a popular fabricante de guitarras e amplificadores Fender comercializou pequenos teclados para notas graves usando o princípio de acionamento de teclas criado por Rhodes. Em 1965 a gigante da TV americana CBS comprou os direitos de Rhodes e passou a fabricar de fato pianos em escala normal mantendo a associação com a Fender, que incluía seus amplificadores embutidos no gabinete dos instrumentos. Os primeiros pianos foram produzidos sob a marca Fender-Rhodes e embora este nome tenha se tornado referência até a atualidade quando se faz menção ao instrumento, a associação na verdade durou poucos anos. A marca Rhodes se dissociou da Fender no início dos anos 70, passando os pianos a conter apenas a denominação Rhodes. 

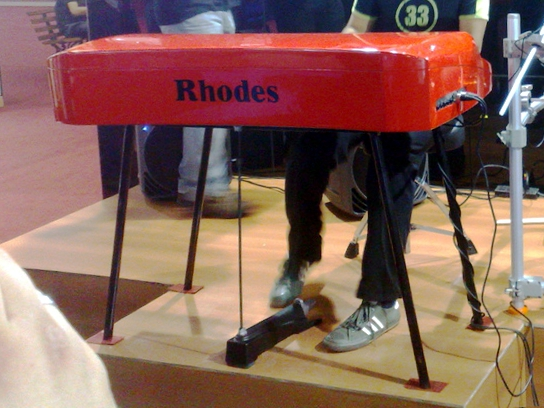
Rhodes Mark 7

Os exemplares eram fabricados basicamente no modelos Stage, com quatro hastes de metal para sustentar o piano, direcionado para o uso ao vivo, e o Suitcase, com o tradicional amplificador embaixo do piano no gabinete inferior.  
Em 1987 a japonesa Roland comprou a patente passando a fabricar modelos digitais com a tecnologia de sampling disponível na época, porém sem aprovação de seu inventor. A volta da popularidade do piano original no mercado ocasionou o retorno da patente para Harold Rhodes dez anos depois. A nova empresa Rhodes Music Corporation lançou o modelo Mark 7 em 2007 mantendo as características internas originais.